# カール・クリントヴォルト
カール・クリントヴォルト（Karl Klindworth, 1830年9月25日 ハノーファー – 1916年7月27日 オラニエンブルク近郊シュトルペ）はドイツの作曲家・ヴァイオリン奏者・音楽教師。初期の献身的なワグネリアンとしてドイツ音楽史で言及される。

## 経歴
ハノーファー生まれ。一時期オペラ団の巡業に従い指揮者を務めたが、ハノーファーに定住して教師や作曲家として活動する。1852年にヴァイマルに行き、フランツ・リストにピアノの指導を受け、リヒャルト・ワーグナーとも親交を結ぶ。この頃の門人にハンス・フォン・ビューローやウィリアム・メーソンがいる。
1854年にロンドンに行き、それから14年の間、研究者や教育者として過ごし、時折り公開演奏を行なった。1868年にロンドンからモスクワに直行し、モスクワ音楽院ピアノ科の教授に就任。ロシア滞在中に、（1855年のワーグナーの訪英以来の懸案であった）《指環》四部作のピアノ用編曲を完成させる。また、フレデリック・ショパンの学術校訂版も完成させている。
1882年に、ヨーゼフ・ヨアヒムやフランツ・ヴュルナーと共同で、ベルリン・フィルハーモニー管弦楽団の指揮者に就任する。また、ベルリン・ワーグナー協会の会長にも就任した。この頃にはクリントヴォルト音楽学校（Klindworths Musikschule，後のクリントヴォルト＝シャルヴェンカ音楽院［Klindworth-Scharwenka Conservatoir］の前身）を開設した。1892年までベルリンに過ごした後、同年ポツダムに隠退し、教育活動に専念した。ベルリン時代の門弟に、ゲオルギー・カトゥアールの名が挙げられる。
楽譜の校訂者や編曲家としての名声は高く、ショパンの（カール・タウジヒによる《ホ短調協奏曲》の編曲という前例に倣って）《ヘ短調協奏曲》の管弦楽法を非常に巧みにやり直したが、現在この編曲版を原曲よりも高く評価する演奏家は少ない。また、シャルル＝ヴァランタン・アルカンの「ピアノ独奏のための協奏曲（原曲は《すべての短調による練習曲》第8曲から第10曲まで）」の第1楽章に管弦楽法を実施し、通常のピアノ協奏曲として演奏形態を整えた（残り2楽章については後に別人が管弦楽法を実施し、3楽章すべてピアノ協奏曲として演奏できるようになった）。
イギリス人女性ウィニフリード・ウィリアムズを養女に採り、完璧な「ワーグナー信者」に育て上げた。